# Hippidion
A Hippidion az emlősök (Mammalia) osztályának a páratlanujjú patások (Perissodactyla) rendjéhez, ezen belül a lófélék (Equidae) családjához tartozó kihalt nem.

## Tudnivalók
A Hippidion („kis ló”), egy Wels mountain póni nagyságú dél-amerikai lóféle volt, amely a pliocén végén és a pleisztocén legnagyobb részén, 2 millió - 8000 évvel ezelőtt élt.
A Hippidion, amely eléggé rövid lábú lóféle volt, Dél-Amerikában jelent meg először; az ősei a nagy amerikai faunacsere idején délre költöztek, körülbelül 2.5 millió évvel ezelőtt. Amíg nem vizsgálták meg a Hippidion és más újvilági pleisztocén kori lófélék DNS-ét, azt hitték, hogy a pliohippusokból fejlődött ki, de most már elfogadott, hogy a Hippidion egy valódi Equus, amely közeli rokonságban áll a lóval (Equus caballus). A lovak második dél-amerikai inváziója 1 millió évvel ezelőtt történt meg, de az „új telepesek” maradványaiból már jól ki lehet venni, hogy modern lovak voltak.
Az állat marmagassága körülbelül 1,4 méter volt és hasonlított a szamárra. Az orrcsontjainak tanulmányozása arra hagy következtetni, hogy az állat elkülönülve evolúált a többi észak-amerikai lófélétől.
A Hippidion, amely úgy tűnik, hogy Dél-Amerika endemikus élőlénye, 8000 éve halt ki. Patagónia chilei részén, Cueva del Milodón lelőhelyen fedezték fel a Hippidion saldiasi fajt. Ez a faj 12 000 - 10 000 évvel ezelőtt élt.
Kihalásuk után, a lovak csak az ember segítségével tértek vissza az amerikai kontinensekre a 15. században.

## Lásd még
- A lovak evolúciója